# 白茅
白茅（学名：Imperata cylindrica），又名藗，为禾本科白茅属下的一个种。在中藥中食用其根部，稱作白茅根，又稱作茅根、茅草根、絲茅、茹根，可清熱。通常分布於日曬良好的河灘或草原地區。产于中国辽宁、河北、山西、山东、陕西、新疆等北方地区；非洲北部、土耳其、伊拉克、伊朗、中亚、高加索及地中海区域。模式标本采自法国南部。

## 用途
- 食用：白茅的嫩芽、嫩莖、及嫩花穗皆可生食。根茎可按芦笋的方法食用。
- 白茅是牲畜喜欢食用的牧草。
- 白茅是很好的固沙植物。

## 延伸阅读
[在维基数据编辑]
 《植物名實圖考·白茅》，出自吳其濬《植物名實圖考》
詩經 野有死麕
野有死麕 白茅包之 有女懷春 有士誘之
林有樸樕 野有死鹿 白茅純束 有女如玉
白茅 植物名 象徵男女純真的情感

## 外部連結
- 白茅根 中藥材圖像數據庫  (香港浸會大學中醫藥學院) （中文）（英文）
- 白茅根 Bai Mao Gen （页面存档备份，存于） 中藥標本數據庫 (香港浸會大學中醫藥學院) （繁體中文）（英文）
- 白茅Imperata cylindrica (L.) Beauv.[]